# Nowy Śleszów
Nowy Śleszów (niem. Neu Schliesa) – wieś w Polsce położona w województwie dolnośląskim, w powiecie wrocławskim, w gminie Żórawina.
W latach 1975–1998 miejscowość administracyjnie należała do województwa wrocławskiego.

## Historia
Miejscowość po raz pierwszy zanotowana w łacińskim dokumencie z 1275 roku jako Slezow. Notowana także w 1313 Schlesaw, 1360 Sleschow oraz Schlesaw, 1630 w zgermanizowanej formie Schlisa, 1669 Schliss. Istnieje kilka teorii na pochodzenie nazwy miejscowości, które wywodzą ją od nazwy regionu Śląska, góry Ślęży, a nawet ryby śliza.
W okresie hitlerowskiego reżimu w latach 1937–1945 administracja III Rzeszy zmieniła nazwę miejscowości na całkowicie niemiecką Neu Schlesing.

## Zabytki
- Dwór w Nowym Śleszowie, zrujnowany.